# Латковський Вікентій Казимирович
Вікентій Казимирович Латковський (латис. Vikentijs Latkovskis, 20 червня 1899, Дагдська волость Двінського повіту Вітебської губернії, тепер Дагдського краю, Латвія — 5 листопада 1983, місто Рига, Латвія) — латиський радянський діяч, начальник Управління політичної поліції МВС Латвії, народний комісар (міністр) харчової промисловості Латвійської РСР. Депутат Верховної ради Латвійської РСР 1-го скликання. Депутат Верховної ради СРСР 1—2-го скликань (1941—1950).

## Життєпис
Народився в родині безземельного селянина. З 1909 до 1912 року навчався у В'ятерівському народному трикласному училищі. З 1912 до 1916 року навчався у Дагдському чотирикласному вищому початковому училищі.
У 1916—1918 роках — конторник військово-дорожнього загону № 54 5-ї російської армії.
У 1918 році — слухач перших латгальських тримісячних учительських курсів у місті Резекне. З 1918 року працював вчителем Аулієвського народного училища в Латвії.
З вересня 1919 до 1921 року служив у Червоній армії: діловод Управління зв'язку штабу 15-ї армії РСЧА.
У 1921 році репатрійований до Латвійської Республіки. Закінчив вчительські курси в Даугавпілсі, вчителював в Дагдській волості, брав участь у діяльності Об'єднання латгальських «прогресистів». Водночас з 1921 року виконував обов'язки агента розвідки Радянської Росії (СРСР), перебував на підпільній комуністичній роботі.
У 1928—1930 роках — депутат Даугавпілської повітової управи.
З жовтня 1930 до осені 1934 року працював інспектором-педагогом в'язничного департаменту Міністерства юстиції Латвії в Ризі.
З 1930 року одночасно був студентом сільськогосподарського факультету Латвійського університету.
З 1934 до весни 1938 року проживав у селі Магнусово Дагдської волості, займався сільським господарством та працював вчителем.
Весною 1938 року продовжив навчання в Єлгавській сільськогосподарській академії, був членом студентського товариства «Montānija».
Після окупації Латвії радянськими військами, з 1940 року — член Даугавпілської міської ради, інспектор народної освіти.
Член ВКП(б) з 1940 року.
З 22 червня до серпня 1940 року — заступник народного комісара внутрішніх справ та начальник Управління політичної поліції МВС Латвійської Республіки. Депутат Народного Сейму Литвії від Латгальського виборчого округу.
У листопаді 1940 — 1 травня 1953 року — народний комісар (з березня 1946 року — міністр) харчової промисловості Латвійської РСР. Під час німецько-радянської війни перебував у евакуації.
У травні 1953—1957 роках — заступник міністра промисловості продовольчих товарів Латвійської РСР.
У 1957—1965 роках — заступник начальника управління харчової промисловості Латвійської Ради народних комісарів (раднаргоспу).
У 1965—1971 роках — заступник міністра харчової промисловості Латвійської РСР.
З 1971 року — персональний пенсіонер у місті Ризі.
Помер 5 листопада 1983 року в місті Ризі.

## Нагороди
- два ордени Трудового Червоного Прапора
- п'ять медалей
- Заслужений працівник харчової промисловості Латвійської РСР.